# Triplophysa xiangshuingensis
Triplophysa xiangshuingensis és una espècie de peix de la família dels balitòrids i de l'ordre dels cipriniformes.

## Morfologia
- Fa 10,9 cm de llargària maxima.
- 9 radis tous a l'aleta dorsal i 7 a l'anal.[5][2]

## Hàbitat i distribució geogràfica
És un peix d'aigua dolça, demersal i de clima tropical, el qual viu a Yunnan (la Xina).

## Observacions
És inofensiu per als humans.